# Rheinstraße (Wiesbaden)

Der Verlauf der Rheinstraße um 1895: am Westende die gerade fertiggestellte Ringkirche (Baujahr 1894), am Ostende befinden sich noch die 1906 für den Hauptbahnhof abgerissenen Vorgänger-Bahnhöfe. An ihrer Stelle entstanden 1915 das Museum (für den Ludwigsbahnhof) und 1957 die Rhein-Main-Halle (für den Taunus- und Rheinbahnhof). Die Kaserne westlich des Luisenplatzes musste 1913 der Hessischen Landesbibliothek weichen

Die Rheinstraße in der hessischen Landeshauptstadt Wiesbaden ist ein breiter baumbestandener innerstädtischer Boulevard, der von historischen Gebäuden begrenzt ist. Die Straße, die einen Mittelstreifen mit mehreren Reihen Platanen besitzt, verläuft in Ost-West-Richtung und bildet die südliche Begrenzung des Historischen Fünfecks, des historischen Zentrums der Stadt.

## Verlauf
An ihrem Ostende beginnt die nach Norden verlaufende Wilhelmstraße. Diese wurde 1910 nach Süden verlängert (heute: Friedrich-Ebert-Allee). Im Westen führt die Rheinstraße auf die Ringkirche zu, vor welcher die Wiesbadener Ringstraße die Rheinstraße kreuzt. In etwa der Mitte der Straße schließt nördlich der Luisenplatz mit der Bonifatiuskirche an die Rheinstraße an. Östlich des Luisenplatzes kreuzt die Rheinstraße die Bahnhofstraße welche vom Schlossplatz zum Hauptbahnhof verläuft, westlich davon beginnt die Kirchgasse, die Wiesbadener Fußgängerzone.

## Geschichte
Die Rheinstraße wurde 1828 angelegt. Zunächst erhielt sie den Namen Adolphsstraße, Herzog Wilhelm ließ sie jedoch umbenennen. Die Straße sollte zunächst wie die Wilhelmstraße nur eine einseitige Bebauung erhalten und damit als südliche Begrenzung des Historischen Fünfecks dienen. Kirchgasse und Schwalbacher Straße wurden bis an sie herangeführt und der Luisenplatz ebenfalls nach ihr geöffnet. Ab ca. 1855 wurde sie von der Wilhelmstraße bis zur Mainzer Straße verlängert, in den 1880er Jahren dann bis zur Frankfurter Straße herangeführt. Im Gegensatz zum ursprünglichen Verlauf beginnt die Rheinstraße heute an der Frankfurter Straße.

## Gebäude
Ein Großteil der an die Rheinstraße angrenzenden Gebäude besteht aus Wohnbauten aus dem ausgehenden 19. Jahrhundert. Es gibt allerdings auch einige herausragende Einzelbauwerke. Dazu zählt am westlichen Kopf des Boulevards die 1894 erbaute Ringkirche. Vor ihr verläuft die in den 1890er Jahren angelegte Ringstraße. Weiter östlich folgt an der Südseite die 1876 bis 1879 im Stil der Hochrenaissance erbaute Werner-von-Siemens-Schule. Anstelle ehemaliger Militärbauten entstand 1913 an der Nordseite die Hessische Landesbibliothek. Das Eckgebäude der Herzoglich-Nassauischen Landescreditcasse, der heutigen Nassauischen Sparkasse gegenüber dem Luisenplatz, stammt von 1863. 1914–1916 wurde es durch ein vorspringendes Bauteil mit Bogenarkaden ergänzt. Das zur Moritzstraße hin gelegene Gebäude, das den ersten Bauabschnitt spiegelt, wurde erst 1982 ergänzt. An der Nordseite stehen östlich des Luisenplatzes das Grevsche Palais, das noch aus der Entstehungszeit der Straße stammt (1833; 1936 verändert; Hausnummer 37), sowie die ehemalige Hauptpost, die 1904–1905 in neobarocken Formen erbaut wurde und heute das Hessische Ministerium für Wissenschaft und Kunst beherbergt. Am Ostende der Rheinstraße befanden sich bis 1906 drei Kopfbahnhöfe: der 1879 eröffnete Ludwigsbahnhof, Endstation der Ländchesbahn nach Niedernhausen, der Taunusbahnhof, bereits 1840 errichteter Kopfbahnhof für die Taunus-Eisenbahn, die Strecke nach Frankfurt am Main, und der 1857 erstellte Rheinbahnhof für die Rechte Rheinstrecke am Rhein entlang nach Oberlahnstein. Alle drei Bahnhöfe wurden nach dem Bau des neuen Hauptbahnhofs 1906 abgerissen. Anstelle des Ludwigsbahnhofs entstand 1915 das Museum Wiesbaden, anstelle der anderen beiden 1957 die Rhein-Main-Hallen.

## Bildergalerie

Die Rheinstraße, von Westen nach Osten
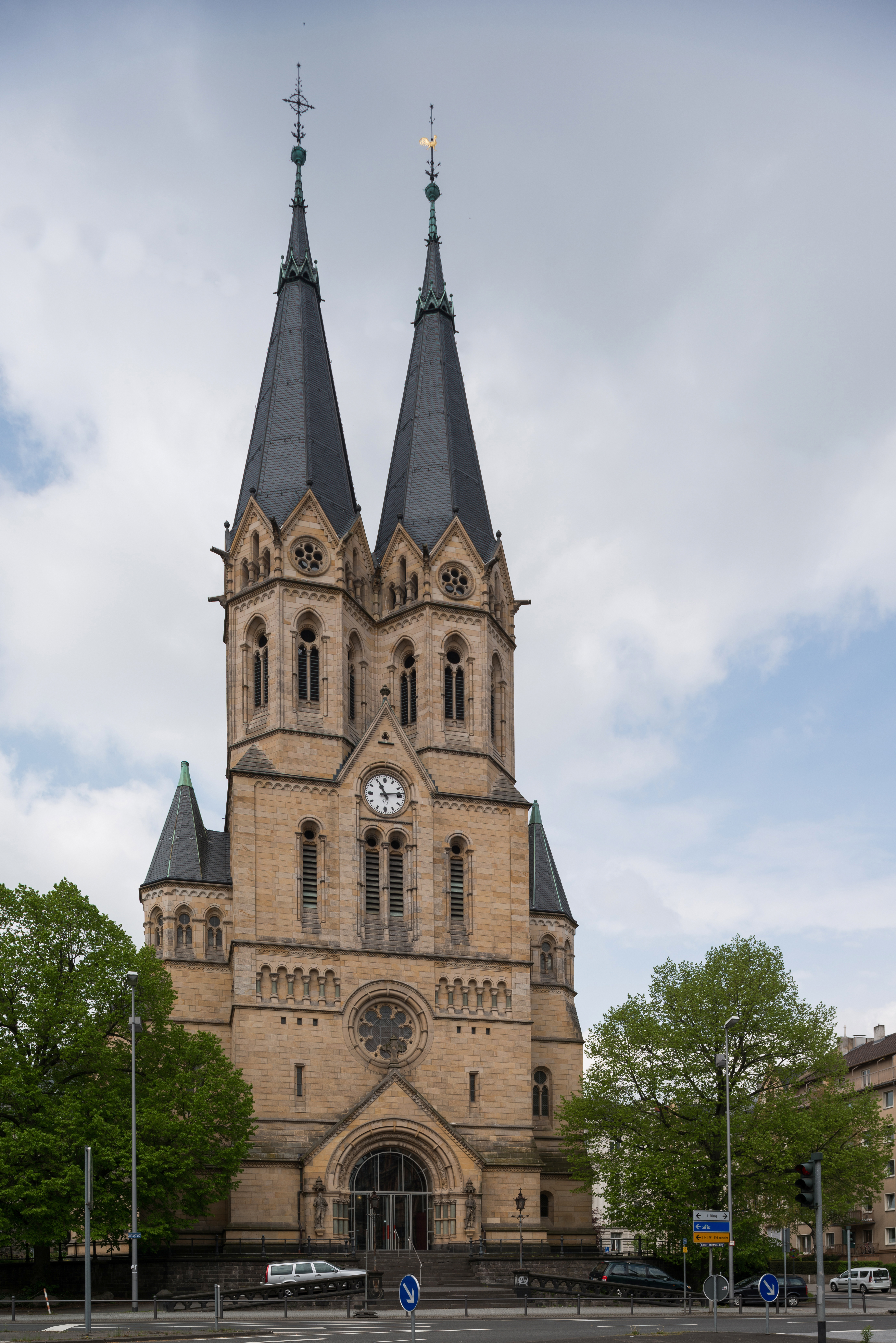
Ostfassade der Ringkirche mit ihrem Zwillingsturm
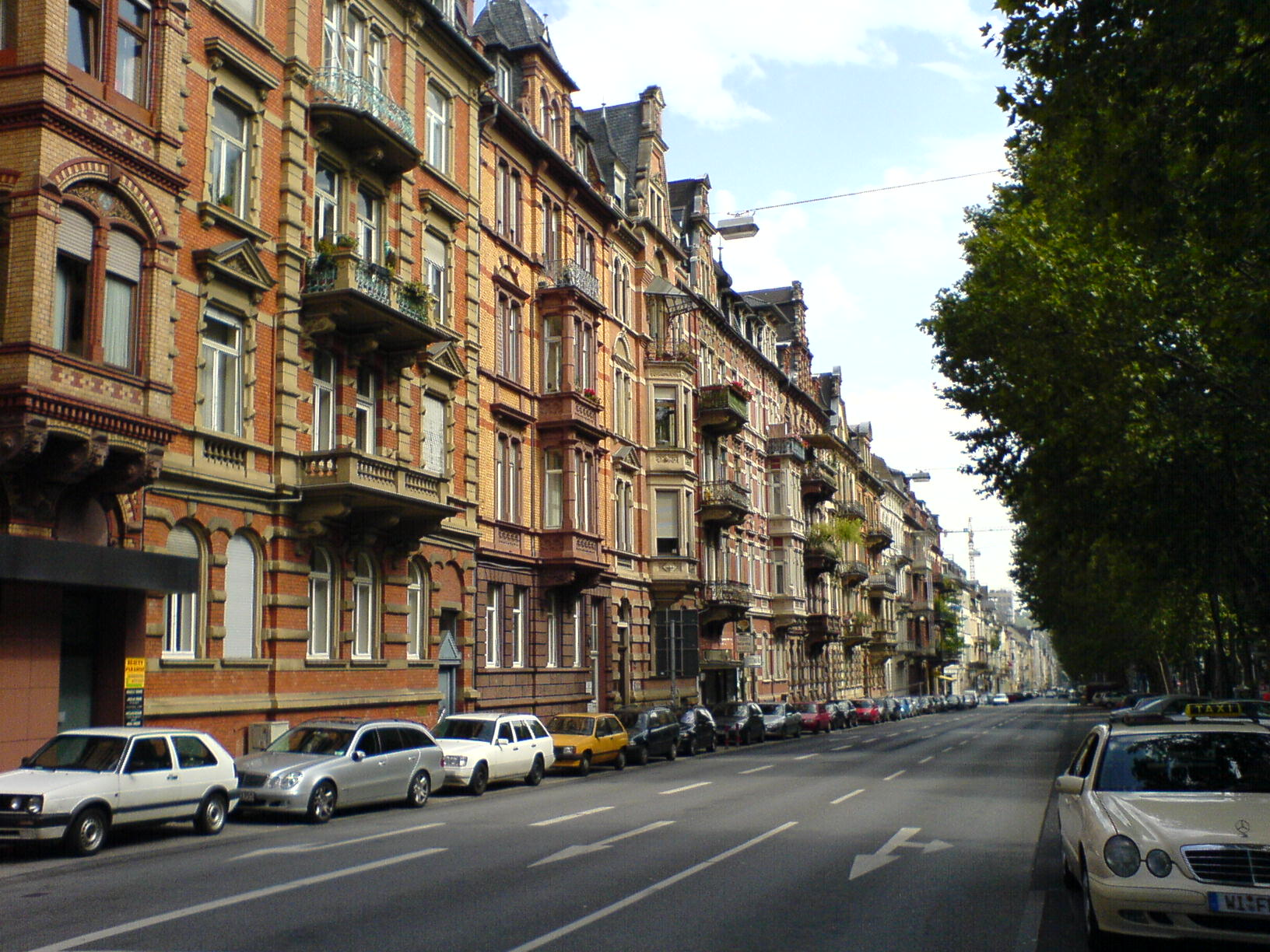
Zwischen 1879 und 1888 entstandene historistische Fassaden an der Nordseite der Rheinstraße
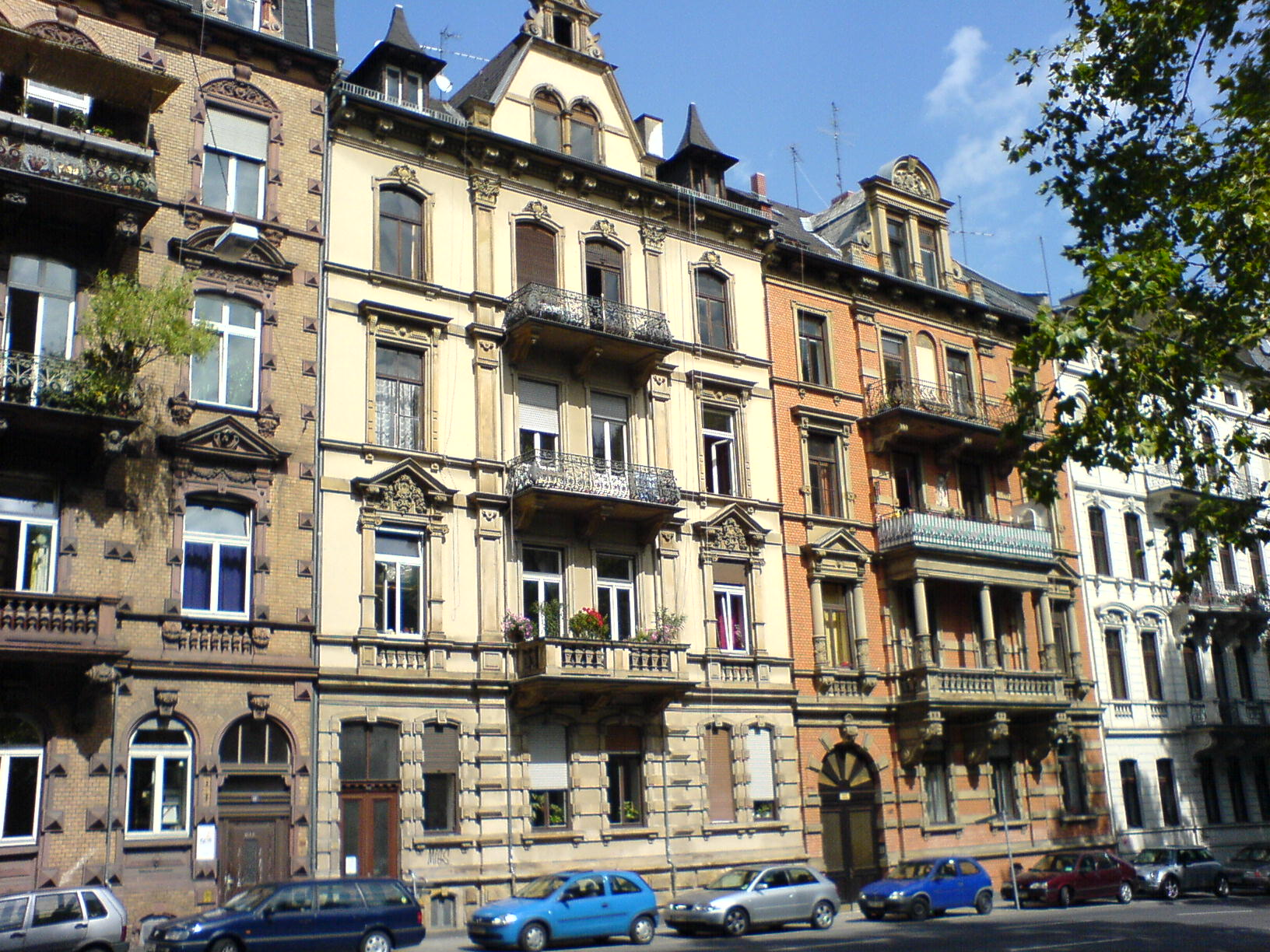
Fassadendetails der Gebäude zwischen Ringstraße und Wörthstraße
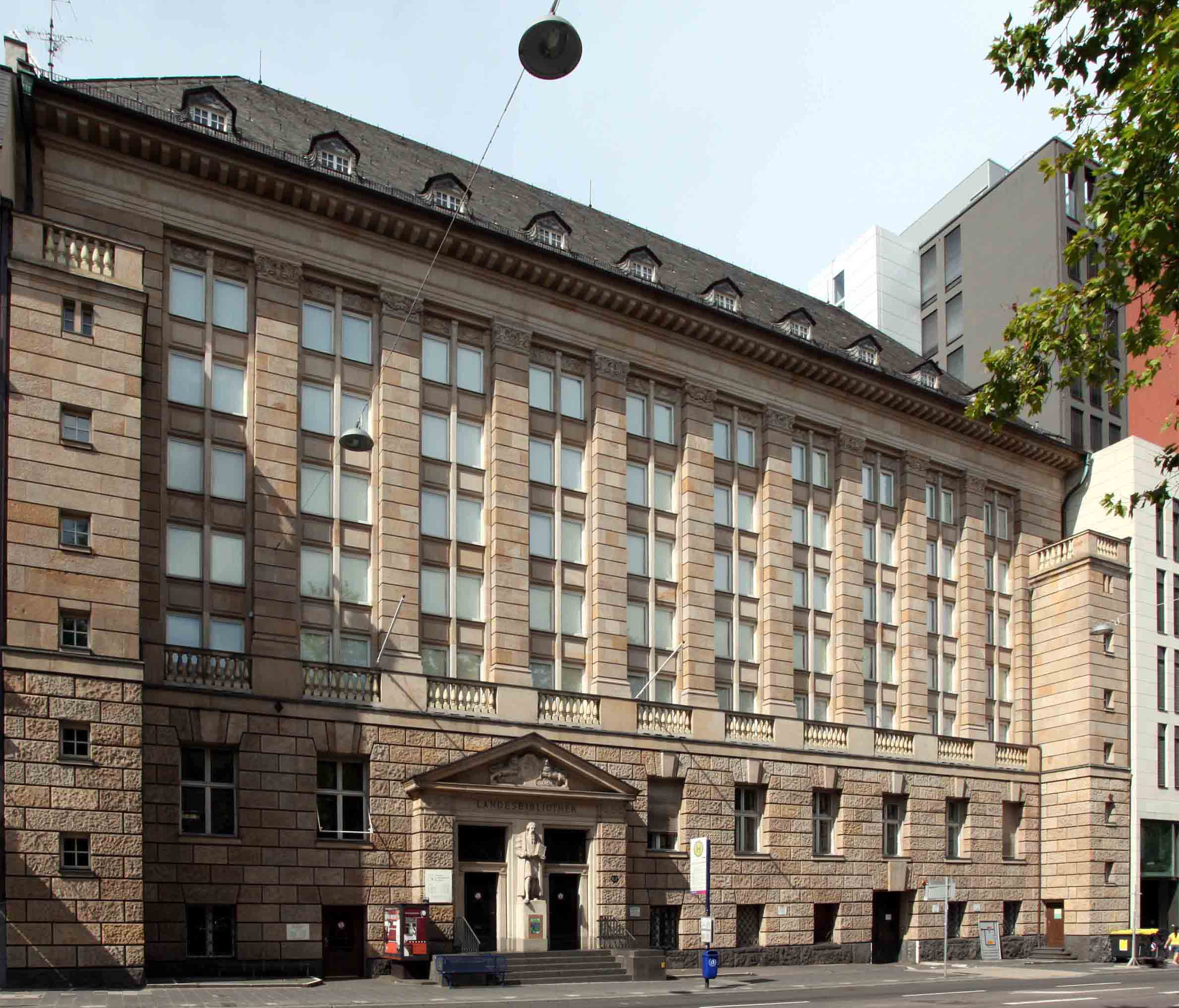
Bibliotheksgebäude der Landesbibliothek Wiesbaden (erbaut 1913)
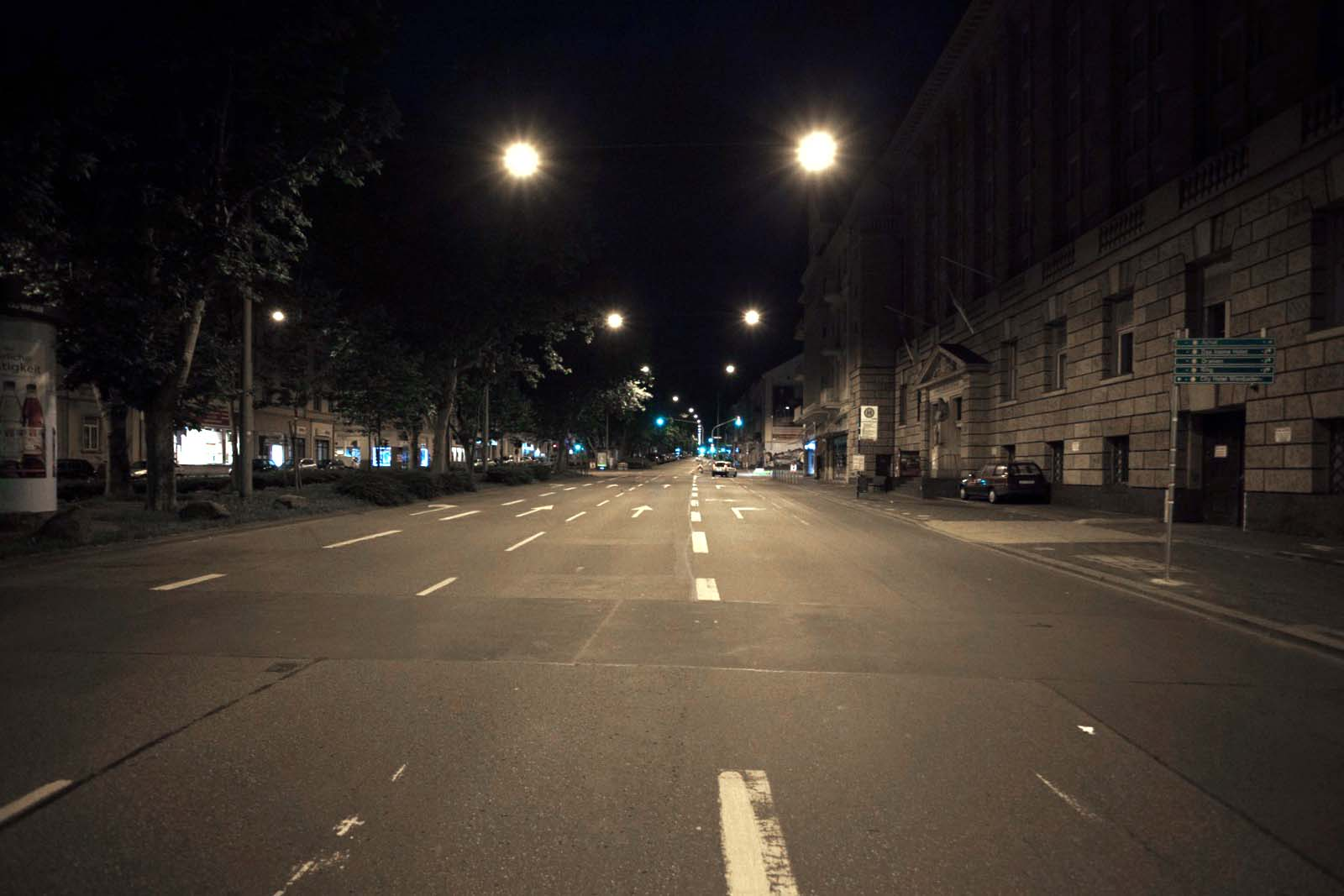
Rheinstraße bei Nacht in Richtung Ringkirche auf Höhe der Landesbibliothek
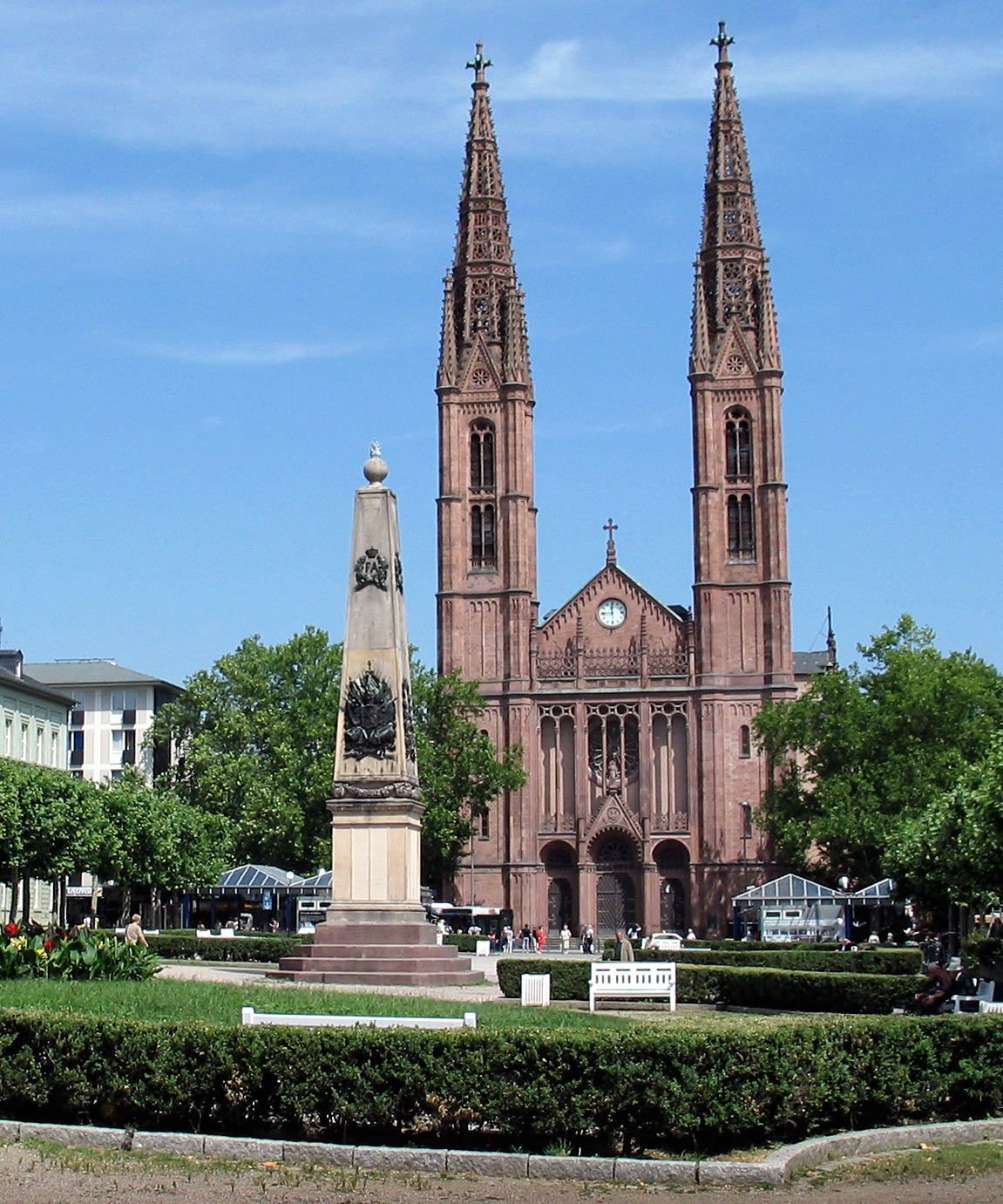
Luisenplatz mit Bonifatiuskirche, von der Rheinstraße aus gesehen
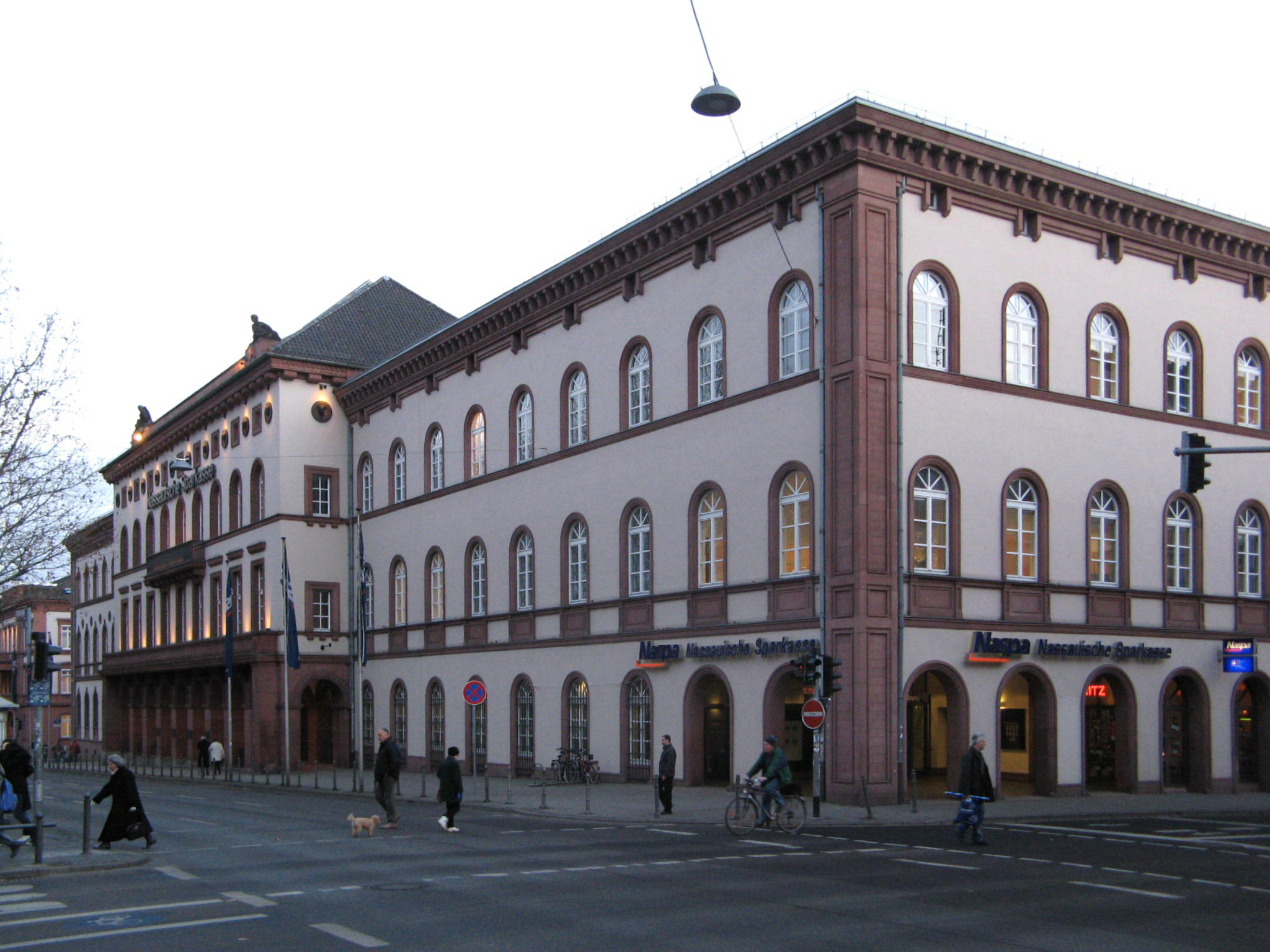
Hauptverwaltung der Nassauischen Sparkasse
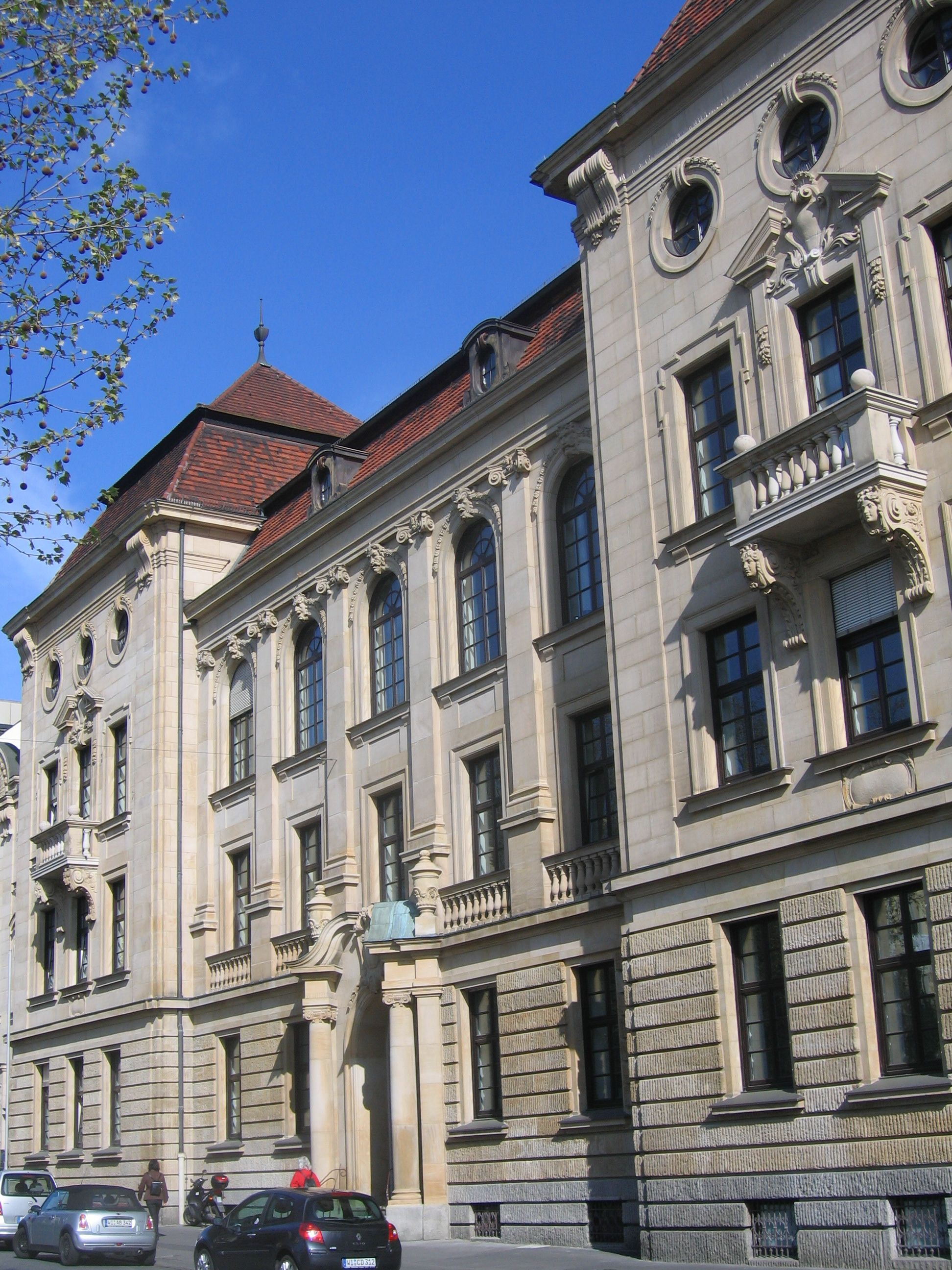
Hessisches Ministerium für Wissenschaft und Kunst (ehemaliges Hauptpostamt)
Taunusbahnhof (1840 bis 1906), dahinter die Rheinstraße
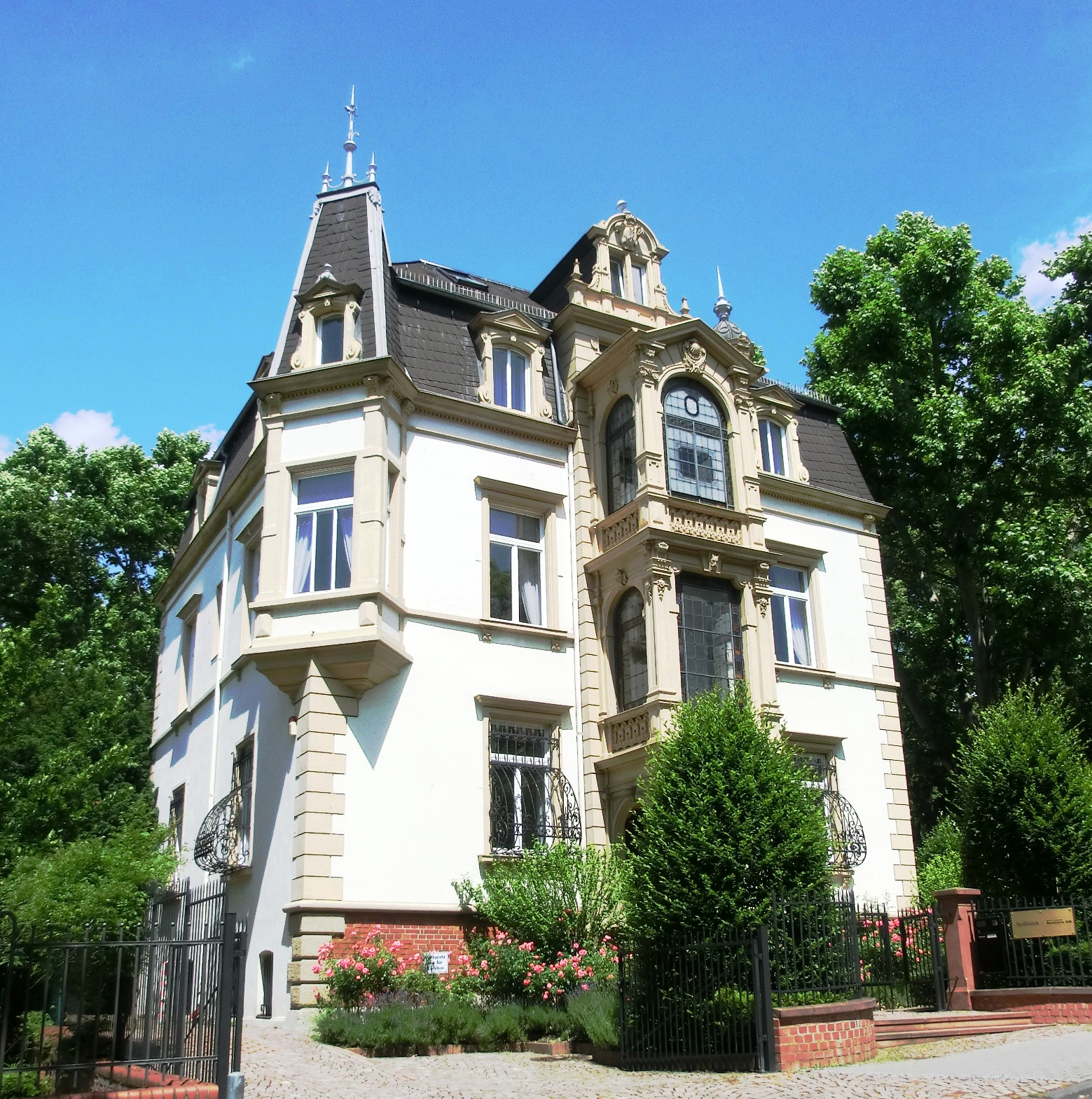
Rheinstraße 1; Die untypische Bebauung resultiert aus der Straßenerweiterung um ca. 1880. Erst danach steht das ca. 1860 gebaute Haus am östlichen Anfang der Rheinstraße.